# Museo diocesano (Vicenza)
Il Museo Diocesano di Vicenza conserva le opere più preziose e significative e documenta il percorso storico-artistico e culturale della Chiesa vicentina. Il museo è allestito nel Palazzo vescovile, edificato alla fine del XII secolo ed ampliato nel corso dei secoli, ma che deve il suo aspetto attuale agli interventi del XIX secolo e del secondo dopoguerra.
Voluto da mons. Pietro Giacomo Nonis, vescovo della diocesi (1988 - 2003), il museo è stato inaugurato nel 2005 da mons. Cesare Nosiglia, arcivescovo-vescovo di Vicenza (2003 - 2010).

## Opere
L'itinerario espositivo si articola in cinque sezioni e si sviluppa su quattro piani. All'ingresso è collocata una gigantesca scultura moderna di pietra levigata, a forma di uovo.

### Dal primo Cristianesimo al XIII secolo
Il percorso espositivo si apre con le testimonianze del primo Cristianesimo e del Medioevo. Di particolare interesse:
- il fianco di Sarcofago con l'Adorazione dei Magi (fine IV secolo) proveniente dalla Basilica dei Santi Felice e Fortunato;
- il frammento di Sarcofago con croce monogrammatica ed il Sarcofago ad acroteri di Bebius Eusebius (V secolo);
- frammenti, finemente decorati, pertinenti ad un ambone con scala (VIII secolo);
- la grande vasca romana utilizzata come fontana pubblica nel periodo longobardo e successivamente reimpiegata, fino al 1823, come fonte battesimale della Cattedrale;
- la lastra di Santa Maria Etiopissa di Polegge decorata con Pavoni affrontati (VIII secolo);
- tre semicapitelli (fine XI - inizio XII secolo), in pietra di Vicenza, provenienti dalla Cattedrale romanica;
- un frammento di affresco con Gruppo di figure e la Cattedrale incastellata sullo sfondo (fine XIV secolo) che restituisce l'immagine della cattedrale medievale nelle sue forme originali, quando era protetta da mura difensive;
- un portale in marmo rosso (XIII - XIV secolo);
- il Piviale dei pappagalli (prima metà del XIII secolo), realizzato con uno sciamito di seta rosso: manufatto tessile realizzato nel secondo quarto del XIII secolo presso le manifatture regie palermitane, le nobiles officinae di ascendenza normanna;
- scultura con Ultima Cena (XV secolo).

### Tradizione manoscritta
In questa sezione è esposta una selezione di documenti scritti conservati nell'Archivio Capitolare: lezionari, graduali, antifonari, tropari e sacramentari.
Si ricorda di particolare interesse: 
- il Volume miscellaneo copiato durante l'episcopato di Pietro Emiliani (1409 - 1433);
- l'unico volume dei quattro che costituiscono l'esemplare della Bibbia Atlantica copiato nel 1252;
- cinque documenti medievali (seconda metà del XII - fine del XV secolo) che definiscono il territorio vicentino e padovano.

### Pittura dal Quattrocento al Settecento
Il primo piano del Museo Diocesano è dedicato principalmente all'esposizione di dipinti, fra cui si distinguono per il valore storico-artistico:
- San Bernardino da Siena (inizio XVI secolo), pregevole tavola, attribuita a Lorenzo Lotto
- Crocifisso ligneo (XV secolo)
- Conversione di San Paolo e Pesca miracolosa (1562), di Gian Battista Zelotti
- Orazione nell'orto del Getsemani (XVI secolo) di Gerolamo da Ponte
- Ultima Cena (XVII secolo) di Francesco Maffei
- Adorazione dei Magi (XVII secolo) di Giulio Carpioni
- Cristo benedicente (XVI secolo) di Paris Bordone
- Sant'Apollonia e Samaritana al pozzo (XVIII secolo), di Giovanni Antonio De Pieri

### Oreficeria
Nella Loggia Zeno (1494) sono custoditi alcuni tra i più importanti esempi di oreficeria sacra provenienti dal territorio vicentino, databili tra la prima metà del XIV secolo e la fine del XVIII secolo, che documentano lo sviluppo dell'arte orafa locale.
Il nucleo principale della raccolta proviene dal Tesoro della Cattedrale, fra cui di notevole interesse:
- la Madonna con Gesù Bambino (1363 - 1386);
- la Croce processionale attribuita alla Bottega dei Da Sesto;
- il Reliquiario della Sacra Spina, che custodisce la spina della corona di Gesù Cristo, donata nel 1259 da Luigi IX di Francia, insieme al Piviale dei Pappagalli, al Beato Bartolomeo da Breganze;
- il Calice (XIV secolo), attribuito al Maestro del serpentino, proveniente dal Duomo di Valdagno.

### Collezione etnografica Nonis
Caratteristica straordinaria delle collezioni museali è la presenza, nei locali del piano attico del Palazzo vescovile, di una originale sezione dedicata alla raccolta etnografica costituita e donata al Museo Diocesano da mons. Pietro Giacomo Nonis.
La collezione raccoglie interessanti manufatti di varie civiltà e culture, in particolare provenienti dall'Africa subsahariana, dalle popolazioni tribali della Thailandia nord-orientale, da tribù del Guatemala, dell'India e della Nuova Guinea: statue, oggetti di uso quotidiano, maschere e tessuti.
Inoltre, sono esposte icone e immagini sacre provenienti dai paesi ortodossi, in particolare dalla Russia, Grecia, Bulgaria e Romania.